# Flics de choc
Flics de choc è un film francese del 1983 diretto da Jean-Pierre Desagnat.

## Trama
Vicino a Parigi, le due giovani prostitute Sylvie e Marie-Christine vengono uccise perché dovevano partecipare a un programma televisivo, pronte a testimoniare e denunciare una rete di prostituzione. Il commissario Beauclair e la sua squadra fanno ogni sforzo per smantellare la potente rete di prostituzione, ma i testimoni che incontrano vengono eliminati uno dopo l'altro.